# Christ-Erlöser-Kathedrale (Kaliningrad)

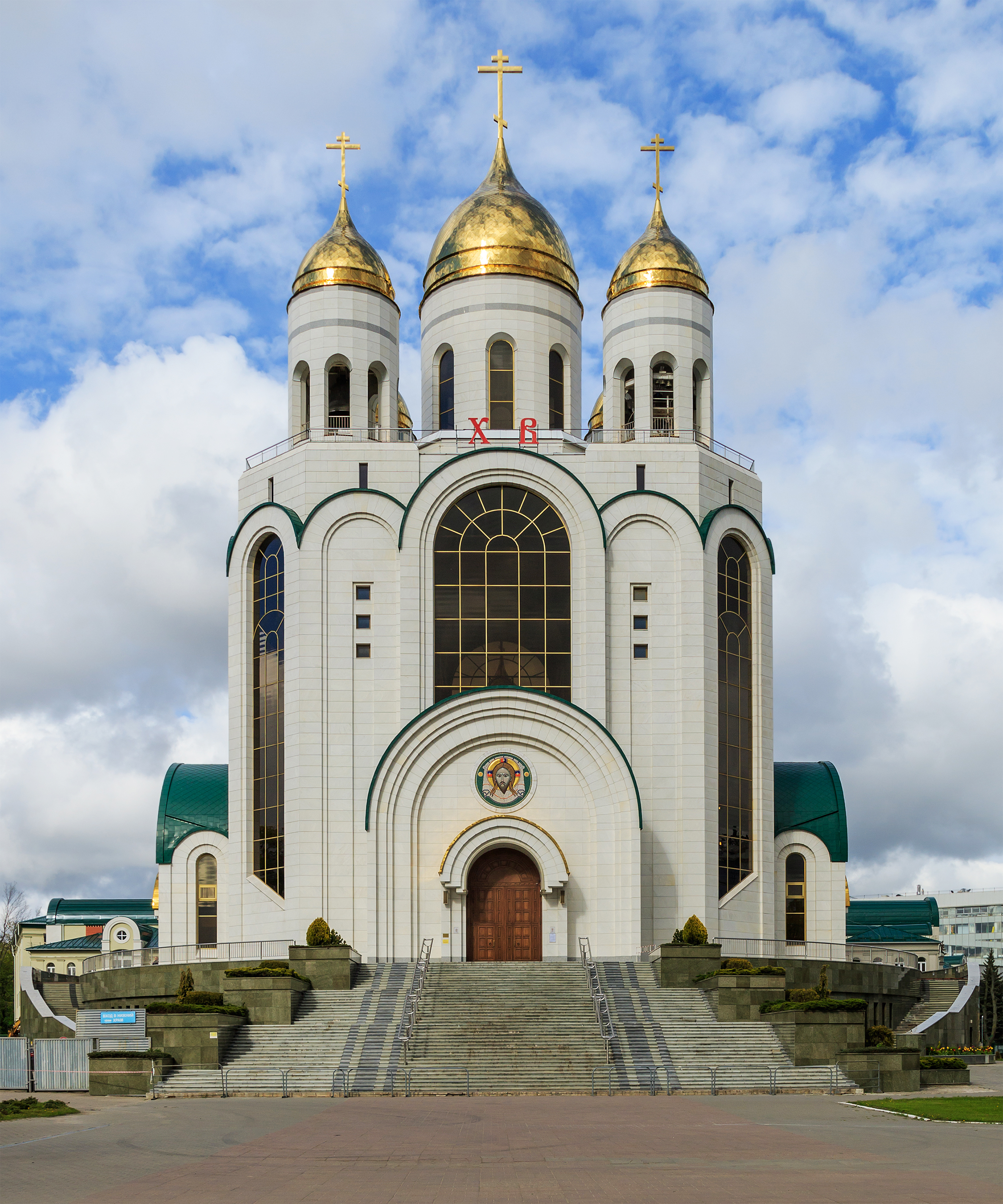
Christ-Erlöser-Kathedrale

Die russisch-orthodoxe Christ-Erlöser-Kathedrale ist mit 73 m das höchste Gebäude Kaliningrads und das größte Kirchengebäude der Oblast Kaliningrad. Seit dem 31. März 2009 dient sie als Metropolitankirche der Diözese von Kaliningrad und Baltijsk.

## Baugeschichte
Die Kathedrale ist das erste größere russisch-orthodoxe Kirchengebäude in Kaliningrad. Bis dahin mussten orthodoxe Gottesdienste in ehemaligen deutschen protestantischen Kirchen und anderen angepassten Räumen durchgeführt werden. Einwohner der Stadt haben bei einem 1995 durchgeführten Referendum dem Vorhaben, eine Kathedrale auf dem Siegesplatz, dem früheren Hansaplatz vor dem Nordbahnhof zu bauen, zugestimmt. Am 23. Juni 1996 erfolgte in Anwesenheit des damaligen russischen Präsidenten Boris Jelzin die Grundsteinlegung. Die Kathedrale besteht aus einer oberen Hauptkirche und einem kleineren Betraum im Untergeschoss. Die Einweihung der oberen Kirche zu Ehren der Auferstehung Jesu Christi fand im Rahmen der Jubiläumsfeierlichkeiten der Oblast Kaliningrad am 10. September 2006 im Beisein Wladimir Putins und des Patriarchen Alexej II. statt. Die Einweihung der unteren Kirche zu Ehren des „Nicht von Menschenhand geschaffenen Christusbildes“ vollzog am 27. September 2007 der Metropolit von Smolensk und Kaliningrad Kyrill (Gundjaew), der spätere Patriarch Kyrill I. 
Im Juli 2010 wurde neben der Kathedrale ein neuer kleiner Tempel zu Ehren der heiligen Prinzen Peter und Fevronia errichtet.

## Architektur

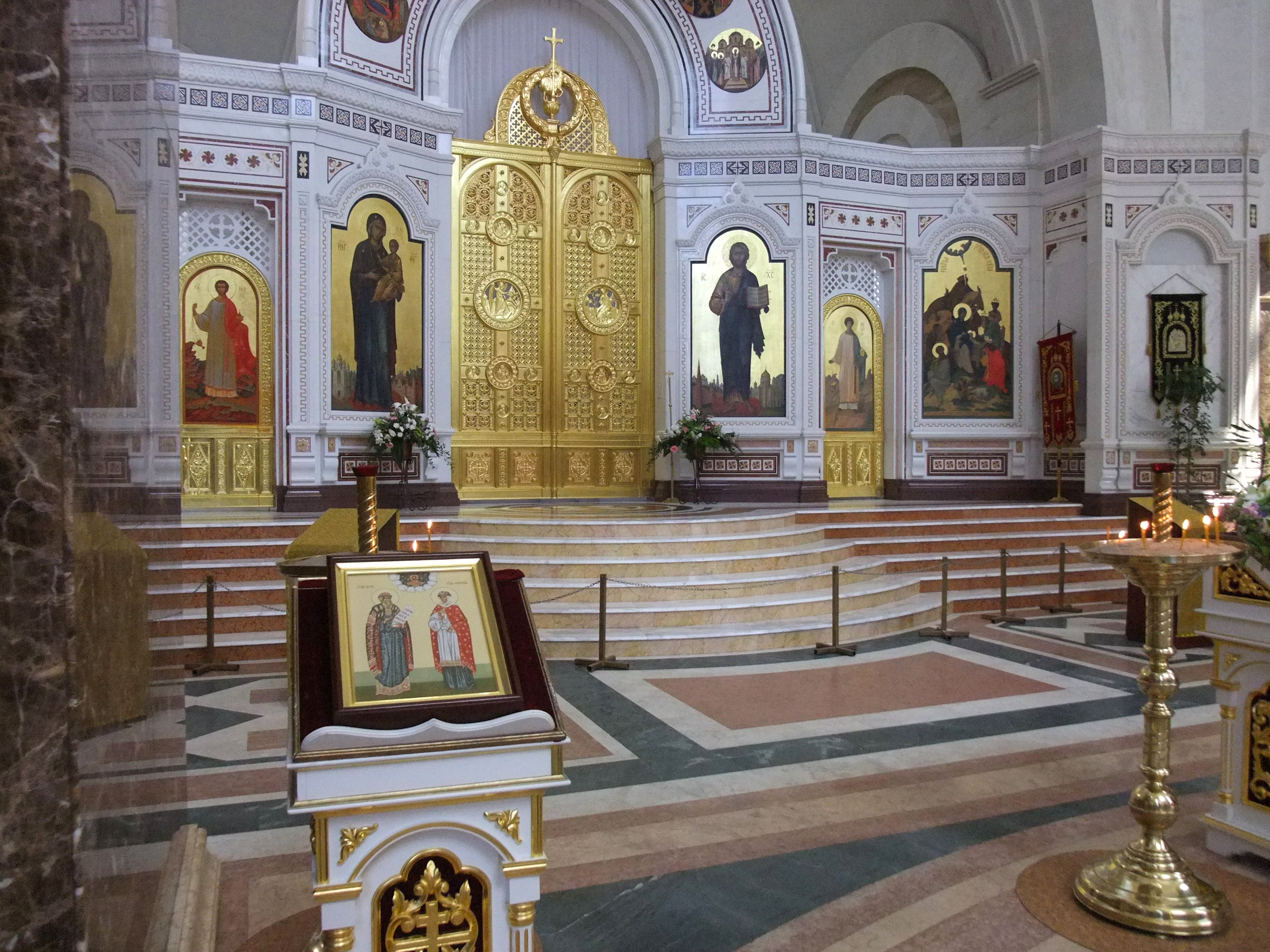
Innenraum

Die Kathedrale im traditionellen russisch-byzantinischen Stil wurde vom Kaliningrader Architekten Oleg Kopylow entworfen. Ihr Aussehen lehnt sich an die gleichnamige Kathedrale in Moskau an. Es ist ein im Grundriss achteckiges Gebäude mit hervortretenden bogenförmigen Eingangsportalen, einem Hauptturm über dem Altar (dem Chorraum entsprechend) und vier weiteren Zwiebeltürmen. Das Gebäude ist 73 Meter hoch, 31 Meter lang und ebenso breit. Die strenge Symmetrie soll Monumentalität und Bedeutsamkeit des Gebäudes betonen. Eine große Anzahl an Buntglasfenstern soll im und außerhalb des Gebäudes malerische Lichteffekte hervorrufen. Die Kathedrale hat Platz für mehr als 3000 Menschen.
In der Unterkirche zu Ehren des „Nicht von Menschenhand geschaffenen Christusbildes“ befindet sich eine Ikonostase, die im Siebenjährigen Kriege für die damalige russische Garnison in Memel gefertigt worden war, sich später jedoch zunächst in der russischen Botschaftskirche in Stockholm, und dann im Besitz der Bruderschaft des heiligen Fürsten Wladimir in der russischen Hauskirche des hl. Nikolaus in Hamburg befand. Nach der Schließung jener Hauskirche im Jahre 1995 wurde sie 1996 für die geplante Kathedrale in Kaliningrad nach Russland gebracht. Auf Anregung von Gleb Rahr, dem damaligen Vorsitzenden der Bruderschaft, dient die Unterkirche als Gedächtniskapelle zum Andenken an die im Siebenjährigen Kriege, in den Befreiungskriegen, im Ersten Weltkrieg und im Zweiten Weltkrieg in Ostpreußen gefallenen russischen Soldaten.
Neben der Kathedrale befindet sich eine ursprünglich als Provisorium gedachte Holzkirche. Diese „kleine Kathedrale“ wurde zwischen Juni und September 1996 neben der Baustelle der Christ-Erlöser-Kathedrale errichtet.